# Никто (фильм)
«Никто» (англ. Nobody) — американский комедийный боевик, снятый режиссёром Ильёй Найшуллером по сценарию Дерека Колстада. В главных ролях: Боб Оденкерк, Конни Нильсен, Алексей Серебряков и Кристофер Ллойд. Фильм рассказывает о семьянине, который встаёт на скользкую дорожку после того, как в его дом вломились грабители, и теперь вынужден противостоять криминальному авторитету. Продюсерами фильма являются Оденкерк и Дэвид Литч.
Релиз фильма в российском прокате состоялся 18 марта 2021 года, в США — 26 марта, дистрибьютором выступила компания Universal Pictures. Фильм собрал 57,5 млн $ в мировом прокате и получил положительные отзывы критиков, которые похвалили экшн-сцены и актёрскую игру Оденкерка. Премьера продолжения, «Никто 2», планируется 15 августа 2025 года.

## Сюжет
Хатч Мэнселл — мужчина уже старше среднего возраста, ведущий неинтересную жизнь старательного клерка в фабричной компании своего тестя Эдди Уильямса, бесконечными повторами очень напоминающую «день сурка».
Супруга Хатча Бекки понемногу отдаляется от мужа, общий язык с сыном-подростком Блейком найти всё сложнее, и лишь маленькая дочь Сэмми привязана к отцу. Хатч совершенно обыкновенен и ничем не выделяется. Даже когда сын просит его рассказать что-то для школьного сочинения о родственниках, служивших в армии, Хатч отговаривается, что служил скромным аудитором, и перенаправляет парня к дяде, который-де служил «по-настоящему», в пехоте.
Однажды ночью в дом семьи Мэнселлов проникают грабители. Их добычей становятся часы Хатча и считаные наличные доллары, кроме того, грабители хотели забрать его обручальное кольцо. Блейки помешал этому, схватив одного из нападавших, а у самого Хатча была возможность вырубить другого клюшкой для гольфа — но он не сделал этого и позволил им спокойно уйти. Хвастливый сосед, шурин, даже молодой полицейский, приехавший по вызову, осуждают Мэнселла: «Уж я бы на вашем месте…», но отец и тесть, мудрые старики, заключают, что Хатч был совершенно прав. 
Вечером следующего дня Сэмми жалуется, что пропал её любимый браслет с котиками, лежавший в вазе с денежной мелочью. Хатч видел татуировку на руке одного из грабителей и надеется разыскать нападавших через тату-салоны. Для этого он заезжает к своему пожилому отцу Дэвиду в дом престарелых и одалживает у того старый значок сотрудника ФБР и револьвер. Хатч находит супружескую пару латиноамериканцев, забирает у них свои часы и требует вернуть дочкин браслет. Те явно не понимают, о чём речь. Мэнселл уже собирается применить к ним довольно жёсткие методы, но неожиданно выясняет, что у парочки грабителей есть маленький ребёнок, к тому же больной, и в гневе покидает их квартиру.
На обратном пути в автобус, везущий Хатча домой, вваливается пьяная компания молодых парней, ведущих себя крайне агрессивно. Защищая ехавшую в том же автобусе девушку и откровенно порадовавшись, что есть на ком сорвать злость, Хатч в одиночку жестко избивает всех пятерых.
Позже его сводный брат Гарри предупреждает, что у Хатча намечаются очень крупные неприятности, поскольку один из избитых, Тэдди Кузнецов, находящийся при смерти (несмотря на то, что Хатч, сломав ему гортань, прямо в автобусе карманным ножом и подвернувшейся соломинкой для кока-колы сделал трахеотомию), приходится младшим братом Юлиану Кузнецову.
Хатч выясняет, что Кузнецов — не просто крайне опасный бандит, припадочный жестокий социопат, но и крупный деятель русской мафии, держатель многомиллионного «общака». Он откровенно презирал своего брата, но просто не может оставить инцидент безнаказанным, не потеряв лицо.
Хотя практически все сведения оказываются плотно засекреченными, работающая на Кузнецова девушка-компьютерщица, шантажируя своего знакомого в Пентагоне, что-то выясняет о Хатче, после чего немедленно покидает своего работодателя, даже не взяв денег.
Люди Юлиана нападают на дом Хатча. Хатч прячет свою семью в подвале и одолевает большинство нападавших, однако его самого обездвиживают электрошокером и грузят в машину. Хатчу всё же удаётся выбраться из багажника и ликвидировать остальных бандитов. Он просит Бекки уехать на время вместе с детьми, а сам сжигает дом с телами бандитов внутри, найдя, при этом, тот самый браслет с котятами.
Разговорившись с умирающим подручным Кузнецова, Хатч неохотно рассказывает, что служил в команде так называемых «аудиторов», нелегальных, максимально законспирированных ликвидаторов ЦРУ. Оказывается, однажды он пощадил военного-казнокрада, которого должен был убрать, а через год обнаружил, что этот человек начал вести обычную, честную семейную жизнь. «Так-то я не завистливый, но в тот момент захотел пожить его жизнью». Вопреки желанию своего руководства Мэнселл ушёл в отставку и с тех пор делал всё возможное, чтобы не возвращаться к старому.
Хатч, явно провоцируя Кузнецова на максимально масштабные, но при этом спонтанные и необдуманные карательные меры, расстреливает охранников, сжигает «общак», сотни миллионов наличных долларов, и коллекцию картин Юлиана примерно той же стоимости; он даже является «поговорить» — в одиночку, правда, с противопехотной миной направленного действия на взводе. Бандит в гневе собирает всех своих подчинённых и отправляется на фабрику за Хатчем. Но оказывается, что Мэнселл только что выкупил фабрику у ушедшего на покой тестя и, став полновластным её хозяином, успел оборудовать помещения и территорию для встречи нежелательных «гостей».
На помощь Хатчу прибывают его отец и сводный брат. Втроём им удаётся справиться с бандитами. Полиция арестовывает Хатча, но по звонку «сверху» его отпускают без предъявления обвинений.
Три месяца спустя, покупая новый дом вместе с Бекки, Хатч принимает звонок, предполагающий, что его услуги всё ещё требуются. В сцене во время титров Гарри и Дэвид едут в неизвестном направлении в фургоне, полном оружия.

## В ролях
- Боб Оденкерк — Хатч «Никто» Мэнселл, бывший наёмный убийца, работавший на ЦРУ
- Алексей Серебряков — Юлиан Кузнецов, русский преступный авторитет, антагонист
- Конни Нильсен — Ребекка «Бекка» Мэнселл, жена Хатча
- Кристофер Ллойд — Дэвид Мэнселл, отец Хатча и Гарри, бывший офицер ФБР
- Майкл Айронсайд — Эдди Уильямс, тесть и начальник Хатча
- Колин Сэлмон — «Бритый»
- RZA — Гарри Мэнселл, брат Хатча и сын Дэвида
- Билли Маклеллан — Чарли Уильямс, сын Эдди и шурин Хатча
- Арая Менгеша — Павел, подручный Юлиана
- Гейдж Манро[англ.] — Блейк Мэнселл, сын Хатча
- Пэйсли Кэдорат — Сэмми Мэнселл, дочь Хатча
- Александр Паль — Фёдор Кузнецов, младший брат Юлиана
- Умберли Гонсалес и Эдссон Моралес — Люпита и Луис Мартины, семейная пара, ограбившая дом Хатча
- Джей Пи Ману — Даррен, коррумпированный агент Пентагона
- Илья Найшуллер — Анатолий, бандит, посланный убить Дэвида
- Сергей Шнуров — Валентин, бандит, посланный убить Дэвида
- Дарья Чаруша — подручная Юлиана
- Пол Эссимбр — Джим, сосед Хатча
- Кристен Харрис и Эрик Атаваль — детективы
- Даниэл Бернхардт, Ален Мусси и Стефан Жюльен — бандиты в автобусе

## Производство
В январе 2018 года стало известно, что Боб Оденкерк присоединился к актёрскому составу фильма, режиссёром стал Илья Найшуллер, а сценаристом — Дерек Колстад. Оденкерк также стал одним из продюсеров фильма вместе с Дэвидом Литчем. Колстад является исполнительным продюсером вместе с Марком Фишером, Энни Мартер и Тоби Магуайром. Дистрибьютором фильма должна была выступить компания STX Entertainment. В апреле 2019 года Universal Pictures приобрела права на прокат фильма у STX. В октябре 2019 года в актёрский состав вошли Конни Нильсен и Кристофер Ллойд.
Съёмочный период начался в сентябре 2019 года в Лос-Анджелесе и продолжался 34 дня.

## Выпуск
Изначально премьера фильма в США должна была состояться 14 августа 2020 года, однако из-за влияния пандемии COVID-19 она была перенесена. Релиз фильма в России состоялся 18 марта 2021 года, в США — 26 марта 2021 года. Премьера в Великобритании состоялась 9 июня 2021 года.
8 июня 2021 года премьера фильма состоялась на цифровых площадках, а 22 июня — на DVD и Blu-Ray.

## Рецензии
На сайте Rotten Tomatoes рейтинг «свежести» фильма составляет 84 % на основе 274 рецензий со средней оценкой 7,5 из 10.
Ричард Ропер из Chicago Sun-Times дал фильму 3 звезды из 4, написав: «Самым впечатляющим из всех является Оденкерк, который выглядит и говорит совсем не как звезда боевиков, пока Хатчу не приходит время стать звездой боевиков, и мы полностью верим, что этот физически невыразительный, обычно мягкий парень — кипящий котёл ярости, который может взять вон тот чайник и убить тебя им».

## Будущее
В марте 2021 года Дерек Колстад заявил о возможном кроссовере между вселенной фильма «Никто» и франшизой «Джон Уик», несмотря на то, что права на них принадлежат разным компаниям — Universal Pictures и Lionsgate соответственно. Оба фильма были написаны Колстадом и спродюсированы Дэвидом Литчем, который является супругом продюсера фильма «Никто» Келли Маккормик. По его словам, это может произойти в формате небольшого пасхального яйца, но не в виде франшизы или кинематографической вселенной. Позднее в том же месяце режиссёр Илья Найшуллер прокомментировал идею кроссовера, обратив внимание на тот факт, что у фильмов разные дистрибьюторы: «Это всё, что я скажу. В смысле, всё может быть. Безусловно, странные вещи случались, но… да».
В июне 2021 года стало известно, что Колстад пишет сценарий для продолжения, хотя официально студия ещё не дала ему «зелёного света». В марте 2022 года компания 87 North Productions через свои социальные сети подтвердила, что сиквел находится в разработке.